# Walter Kielholz

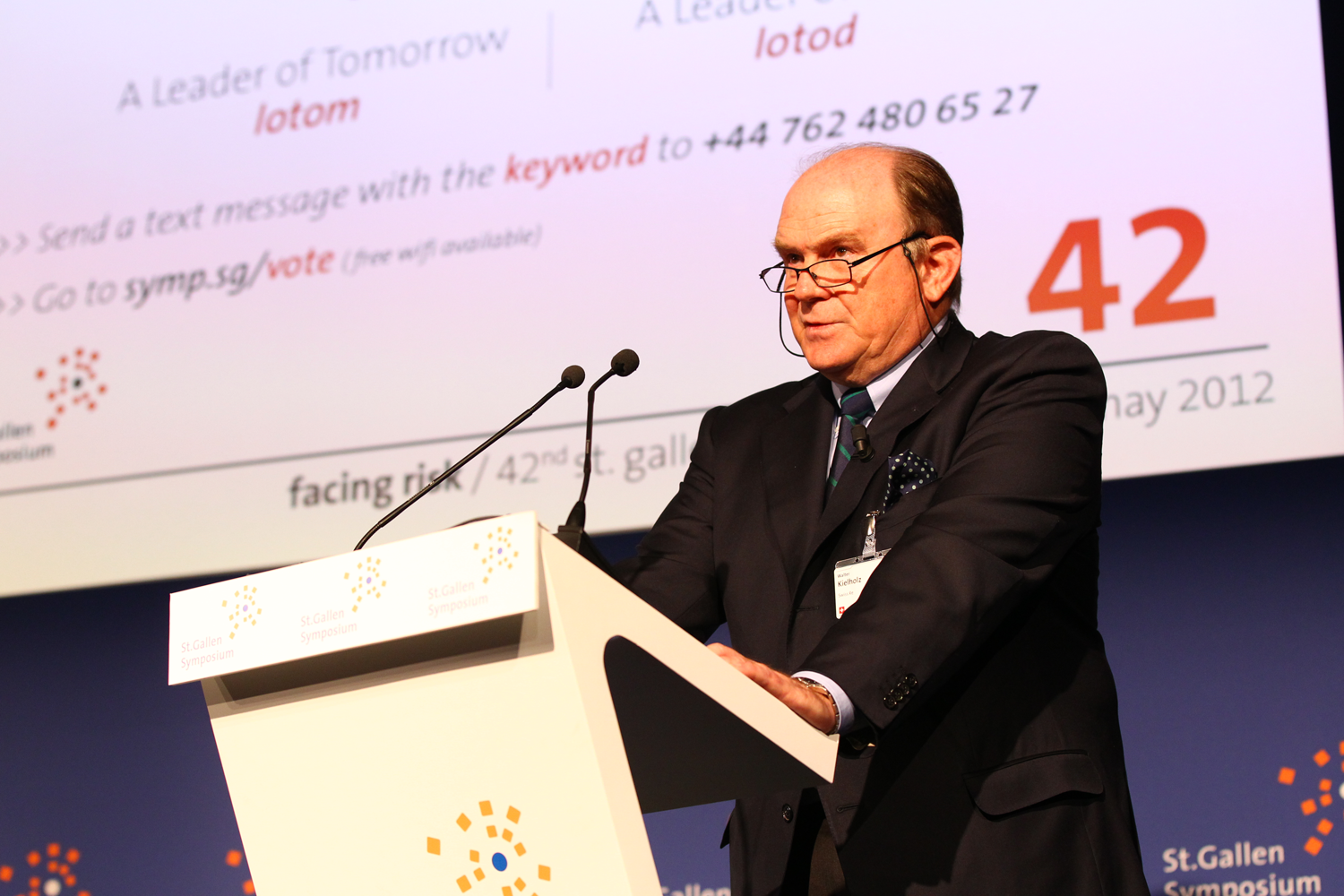
Walter Kielholz am 42. St. Gallen Symposium (2012)

Walter Bruno Kielholz (* 25. Februar 1951 in Zürich) ist ein Schweizer Versicherungs- und Bankmanager. Von 2003 bis 2009 war er Verwaltungsratspräsident der Credit Suisse, von 2009 bis April 2021 Präsident des Rückversicherers Swiss Re. Seit April 2021 ist er Ehrenpräsident von Swiss Re.

## Werdegang
Walter B. Kielholz beendete 1976 sein Studium der Betriebswirtschaftslehre an der Universität St. Gallen mit dem Lizenziat in Finanzwirtschaft und Rechnungswesen.
Er begann seine Laufbahn 1976 bei der General Reinsurance Corporation in Zürich. Nach Einsätzen in den USA, in Grossbritannien und Italien übernahm er die Verantwortung für das Marketing des Unternehmens in Europa. 1983 eröffnete er gemeinsam mit seiner Ehefrau, Daphne Kielholz-Pestalozzi, ein Kunstgalerie- und Einrahmungsgeschäft. 1986 wurde eine zweite Galerie eröffnet. Im selben Jahr trat er bei der Schweizerischen Kreditanstalt (SKA), der heutigen Credit Suisse, ein, wo er innerhalb der Abteilung Multinational Services für die Kundenbeziehungen zu grossen Versicherungsgesellschaften zuständig war. 
1989 stiess Kielholz zu Swiss Re. Im Januar 1993 wurde er in die Geschäftsleitung berufen und amtete von 1997 bis 2002 als Präsident der Geschäftsleitung. Von 2003 bis 2006 war er Exekutiver Vizepräsident des Verwaltungsrates und von 2007 bis April 2009 Vizepräsident des Verwaltungsrates von Swiss Re. Von 2009 bis 2021 war er Präsident, seit 2021 ist er Ehrenpräsident von Swiss Re. Sein Nachfolger als Präsident wurde Sergio Ermotti.
Bei der Credit Suisse Group AG wurde er 1999 Mitglied des Verwaltungsrats und war von 2003 bis 2009 dessen Präsident. Von 2009 bis zu seinem Ausscheiden im Jahr 2014 war er einfaches Verwaltungsratsmitglied.
Kielholz gilt als Strippenzieher in der Zürcher Finanzwirtschaft und bei den Wirtschaftsfreisinnigen in Zürich. Nachdem die von Kielholz geführten Finanzkonzerne im Zuge der Finanzkrise ab 2007 schwere Verluste erlitten hatten, wurde seine Position in Frage gestellt. Unter seiner Führung erlitten sowohl der Aktienkurs der Credit Suisse wie der Swiss Re massive Verluste.
Bis Mitte 2015 war Kielholz Präsident des European Financial Services Roundtable (EFR), der Stellungnahmen der Finanzwirtschaft zu aktuellen Fragen in Europa einbringt, sowie Vize-Präsident des Vorstands des Institute of International Finance (IIF), der weltweit einzigen Vereinigung der Finanzinstitute. 
Er war ferner Mitglied (2006/2007 Präsident) der International Monetary Conference (IMC), eines Verbands der weltweit grössten Banken. Zudem ist er Gründungsmitglied (im Jahr 2000) und früherer Präsident des Stiftungsrats von Avenir Suisse, einer Denkfabrik für wirtschaftliche und soziale Entwicklung. 
Wie bereits von 1998 bis 2005, war Kielholz ab 2009 Mitglied des International Business Leader Advisory Council (IBLAC), einer vorwiegend aus Präsidenten und CEOs von bedeutenden internationalen Unternehmen zusammengesetzten Beratungsgruppe, die dem Bürgermeister von Shanghai Unterstützung bietet. 2009 wurde er zudem Mitglied des International Advisory Panel (IAP) der Monetary Authority of Singapore (MAS), das die MAS hinsichtlich der Strategien und Reformen des Finanzsektors des Landes berät. 
Kielholz ist Präsident des Stiftungsrates der 2012 gegründeten Swiss Re Foundation. Er war 1973 im Team des Internationalen St. Gallen Symposiums (ISC) an der Universität St. Gallen und später Mitglied des Stiftungsrats der St. Gallen Foundation.
In seiner Freizeit widmet er sich dem Segeln, Skifahren, Tennis, Golf, Lesen, der Oper, Konzerten und der darstellenden Kunst. 

## Gesellschaftliche und kulturelle Aktivitäten
Von Juni 2002 bis Mai 2021 war er Präsident der Zürcher Kunstgesellschaft, dem Trägerverein des Kunsthauses Zürich. Er war die zentrale Figur für den Chipperfield-Erweiterungsbau des Kunsthauses Zürich und den Einzug der Sammlung von Emil G. Bührle ins Kunsthaus, hatte er doch eine ganze Liste von Rollen im Verlauf der Jahre rund um das Projekt inne. Er war auch Präsident der Einfachen Gesellschaft Kunsthauserweiterung – dem Bau-Zusammenschluss zwischen Stadt und Kunstgesellschaft, Präsident der Architekturjury, Leiter Fundraising und Präsident der Findungskommission für die Nachfolge des Direktors. Seine Nachfolgerin und Wunschkandidatin als Präsidentin der Zürcher Kunstgesellschaft wurde Anne Keller Dubach, deren wichtigster Förderer und Wegbegleiter Kielholz gewesen war. Die erste Frau, die in der Geschichte der Zürcher Kunstgesellschaft als Präsidentin amtete, starb unerwartet wenige Monate nach ihrem Antritt im Alter von 65 Jahren.
Kielholz engagiert sich auch für die Kunst als integrierender Teil moderner Unternehmenskultur. So hat er Aufbau und Entwicklung der Sammlung moderner Kunst in den Swiss Re Gebäuden rund um die Welt massgeblich mitgeprägt. Die Sammlung umfasst rund 4000 Werke. Auch die Nutzung moderner Architektur als Teil der Unternehmenskultur hat er vorangetrieben, etwa mit dem Swiss Re Centre for Global Dialogue in Rüschlikon/Zürich, dem Gebäude an 30 St Mary Axe in London ("Gurke") oder auch dem "Swiss Re Next" Gebäude am Mythenquai in Zürich.
Kielholz ist verheiratet und lebt in Zürich. Sein Vermögen wurde vom Wirtschaftsmagazin Bilanz 2020 auf 175 Millionen Franken geschätzt.

## Publikationen
- Demografie und Zukunftsfähigkeit. Politische und ökonomische Herausforderungen einer alternden Gesellschaft. NZZ Libro, Zürich 2017, ISBN 978-3-03810-248-9.